# Docosia gilvipes
Espèce
Synonymes
- Leia gilvipes Haliday in Walker, 1856 (basionyme)

Docosia gilvipes est une espèce d'insectes Diptères de la famille des Mycetophilidae et du genre Docosia. Il s'agit d'une espèce mycophage généraliste  présente sur l'ensemble de l'écozone holarctique. De toutes les Docosia, c'est la plus répandue et la mieux connue.

## Description
Cette mouche longue de 2,5 à 3 mm présente un corps noir recouvert de poils blanchâtres à jaunâtre à l'exception de la pilosité brune du scutellum. Trois ocelles surmontent son occiput, ses palpes sont jaunes et ses antennes brun noirâtre et assez épaisses. Ses ailes hyalines sont non marquées, finement pubescentes et sont ornées de veines costales, subcostales et cubito-radiales brunâtres-ferrugineuses, les autres étant fines et presque incolores. Ses éperons et balanciers sont jaune vif. Ses pattes, aux hanches et fémurs colorés de jaune plus ou moins tachés de brun et aux tibias et tarses brunis, sont assez courtes et épaisses,.

## Biologie
Les larves de Docosia gilvipes sont connues pour se développer dans au moins 40 espèces de champignons, principalement des Agaricales, mais également des Vesses de Loup et des Ascomycètes. Certains inventaires mentionnent sa larve au sein des Bolets comme Boletus edulis et Leccinum scabrum, des Tricholomes tels que Tricholoma  sejunctum et T. portentosum, Lepista nuda, des Armillaires , des Collybies, des Hygrophores, des Lactaires et des Russules, des Cortinaires comme Cortinarius malicorius, C. cumatilis et C. rufus, des Amanites à l'instar d'Amanita rubescens, des Hypholomes comme Hypholoma fasciculare, des Coprins, des Scleroderma, des Polypores comme Bjerkandera, Coriolus, Polyporus, Fomitopsis dont Fomitopsis betulina et Piptoporus, Hydnum repandum, Clavulina cinerea, Auricularia mesenterica, des Pézizes telles que Peziza badia et Verpa bohemica,,,,,,.

## Distribution
Docosia gilvipes est présente sur une grande partie du Nord de l'Amérique du Nord, la majorité de l'Europe dont les pays francophones et au Nord de l'Asie,.